# Kanada na Zimních olympijských hrách 1968
Kanada se účastnila Zimní olympiády 1968. Zastupovalo ji 70 sportovců (55 mužů a 15 žen) v 9 sportech.

## Medailisté
| Medaile | Jméno | Sport           | Soutěž           |
| ------- | --- | --------------- | ---------------- |
| Zlato   | Nancy Greeneová | Alpské lyžování | Ženy obří slalom |
| Stříbro | Nancy Greeneová | Alpské lyžování | Ženy slalom      |
| Bronz   | Roger Bourbonnais Ken Broderick Raymond Cadieux Paul Conlin Gary Dineen Brian Glennie Ted Hargreaves Fran Huck Marshall Johnston Barry MacKenzie Bill MacMillan Stephen Monteith Morris Mott Terry O'Malley Danny O'Shea Gerry Pinder Herbert Pinder Wayne Stephenson | Lední hokej     | Turnaj mužů      |